# 严小敏
严小敏，中华人民共和国政治人物、外交官。2007年，接替李仲良担任中华人民共和国驻赤道几内亚大使。2010年，由王士雄接任。